# Жидкая броня
Жидкая броня — совокупность инновационных материалов, которые предполагается использовать для разработки средств индивидуальной бронезащиты нового поколения. Суть идеи «жидкой брони» заключается в использовании необычных свойств наночастиц в неиспаряющейся жидкости, которые при механическом воздействии молниеносно меняют свою структуру и осуществляют фазовый переход в состояние твёрдого композита. В нормальных условиях жидкая броня ведет себя как обычная жидкость, что позволяет использовать её для пропитывания кевларовой основы штатных бронежилетов. В таком виде они сохраняют свойство сгибаться не теряя при этом защитных качеств. Это даёт возможность защитить те участки тела, которые в обычных условиях индивидуальная бронезащита не прикрывает: коленные и локтевые суставы, руки, шейные позвонки и т. п..
Вдобавок к этому, по заявлениям специалистов из совместного коллектива НИИ Стали и Института прикладной нанотехнологии, нанесение на кевлар специального вязкого геля с наночастицами диаметром от 10 до 20 нанометров увеличивает его противопульную устойчивость в 5 раз. То есть, если обычный бронежилет содержит в себе 18 слоёв кевлара, то при обработке его защитных элементов «жидкой бронёй» количество слоёв можно уменьшить не менее чем в два раза, что позволяет значительно облегчить полный вес боевой экипировки.